# Kyiv Open
Kyiv Open це професійний тенісний турнір який проводиться на ґрунтових кортах. Є частиною Асоціації тенісистів-професіоналів (ATP) Challenger Tour. Турнір проводився регулярно з 1998 року по 2005 в Києві, Україна. Після 15 років перерви турнір повернувся у 2021 році.

## Історія
Kyiv Open в статусі змагань Challenger Tour проводився з 1998 по 2005. Упродовж цього часу, у ньому брали участь такі зірки світового тенісу як Ніколас Альмагро, Фернандо Вердаско, Марк Россе, Іраклій Лабадзе, Ненад Зімоніч, Ян Крошляк. Перші кроки на професійній арені зробили Сергій Стаховський, Орест Терещук, Сергій Ярошенко, Михайло Філіма, Олександр Недовєсов.
Після 15 років перерви змагання ATP Challenger знову в Україні.

## Фінали

### Одиночні
| Рік  | Чемпіон          | Друге місце    | Рахунок  |
| ---- | ---------------- | -------------- | -------- |
| 2021 | Franco Agamenone | Sebastián Báez | 7–5, 6–2 |

### Парні
| Рік  | Чемпіони                         | Друге місце                       | Рахунок  |
| ---- | -------------------------------- | --------------------------------- | -------- |
| 2021 | Orlando Luz Aleksandr Nedovyesov | Denys Molchanov Sergiy Stakhovsky | 6–4, 6–4 |